# Индийская большая дрофа
Индийская большая дрофа (лат. Ardeotis nigriceps) — птица из семейства Дрофиные.

## Общая характеристика
Индийская дрофа — крупная птица, достигающая в высоту 1 м, размах крыльев до 2,5 м, вес свыше 18 кг. Самец заметно крупнее самки. Спина коричневая, голова и шея серовато-бежевого цвета, такого же цвета брюхо. У самцов на груди чёрная полоса, на темени чёрный хохолок длиной до 5 см. На длинных, крепких ногах по три пальца, направленных вперёд. Длина среднего пальца составляет примерно 7,5 см.

## Распространение
Обитает в Индии. Живёт, как и все дрофы, на открытых пространствах, полях и пустошах.

## Образ жизни
Поступь индийской дрофы величественна, каждый шаг делает не спеша. Голову она держит высоко, под углом 45°, отчего кажется что шея выгнута немного назад. Встревоженная дрофа начинает кричать.

### Питание
Питается большая индийская дрофа различными мелкими животными — кузнечиками, улитками, мелкими змейками, многоножками, ящерицами, жуками, склёвывает пауков из паутины. Кроме этого, дрофа охотится и на мышей, делая тем самым услугу для местных фермеров. Питается также растениями: некоторые виды трав, листья, семена и зёрна. Совершает набеги на бахчи, поедает семена из арбузов и дынь. Питается дрофа обычно рано утром и поздно вечером, в течение дня отдыхает.

### Размножение
Индийская большая дрофа — полигамная птица. У самца несколько самок, но заботы о яйцах и потомстве он не проявляет. Для брачных церемоний самец выбирает небольшие холмы или песчаные дюны, при приближении посторонних он немедленно скрывается в зарослях высокой травы. В брачный период самец приплясывает, важно расхаживает, раскрыв веером хвост, громко кричит. Крик его напоминает нечто среднее между фырканьем верблюда и рыканьем льва. Обычно эти крики можно услышать в утренние часы ещё до рассвета и в вечерних сумерках и разносятся на большие расстояния. После спаривания самка откладывает одно яйцо, как правило, в удалённых от человека местах. Для этого она выкапывает ямку в земле и откладывает яйцо. Иногда в дрофином гнезде можно найти сразу два яйца. Однако, по мнению орнитологов, это не означает, что одна самка снесла два яйца, скорее всего, это две самки от одного самца снесли свои яйца в одно место. Обычно индийские дрофы откладывают яйца с июня по октябрь, иногда это происходит и в другое время года. Яйцо индийской дрофы удлинённой формы, покрыто шоколадными пятнышками и красновато-коричневыми отметинами. Через 20—28 дней из яйца вылупляется птенец, который сразу может ходить. В случаях опасности самка сидит на гнезде до последнего, затем неожиданно выскакивает врагу навстречу, громко хлопая крыльями. Если в гнезде птенец, то он начинает шипеть или беззвучно меняет своё местоположение и садится на землю. Иногда самка притворяется раненой, делая вид, что у неё подбиты ноги и уводит врага от гнезда, летит невысоко над землёй, птенец в это время сидит, прижавшись к земле, и не шевелится, пока мать не позовёт его. Через некоторое время он начинает издавать тихие свистящие звуки, призывая мать.

## Индийская дрофа и человек
Из-за браконьерской охоты индийская дрофа была поставлена на грань вымирания. В 1970-х годах в Индии начали предпринимать меры по спасению индийской дрофы, было даже предложено сделать её национальным символом этой страны. В некоторых индийских зоопарках научились выращивать дроф, была разработана наиболее подходящая диета для содержащихся в неволе птиц. Охраняется в нескольких индийских заповедниках. По состоянию на 2013 год, в дикой природе жили от 50 до 250 птиц.